# Wygoda (powiat garwoliński)
Wygoda – wieś sołecka w Polsce położona w województwie mazowieckim, w powiecie garwolińskim, w gminie Pilawa.
| SIMC    | Nazwa          | Rodzaj                          |
| ------- | -------------- | ------------------------------- |
| 1054268 | Wygoda-Kolonia | część wsi (zniesiona w 2023 r.) |

W latach 1975–1998 miejscowość należała administracyjnie do województwa siedleckiego.
Wierni Kościoła rzymskokatolickiego należą do parafii św. Józefa w Trąbkach.

## Ochotnicza Straż Pożarna

### Historia
Historia ochotniczej straży pożarnej w Wygodzie rozpoczęła się w 1930 r., Kiedy to na zebraniu wiejskim postanowiono zorganizować odział strażacki. Powody ku temu były poważne: Wszystkie budynki były drewniane i poszyte słomą, a zabudowa wsi gęsta i zwarta. Stwarzało to wielkie zagrożenie powstania poważnego pożaru, który mógł się w takich warunkach szybko rozprzestrzeniać. Zapału i dobrych chęci było wiele, ale środków żadnych. Zaczynano praktycznie od niczego. Pierwsza ręczna sikawka strażacka została wypożyczona, pozostały sprzęt jak węże, beczkowóz i wóz konny, kupiono ze składek i darowizn. W roku 1933 rozpoczęto budowę pierwszej remizy-trwała ona kilka lat. W czasie II wojny światowej odział liczył ponad 20 strażaków.

### Skład pierwszegozarządu
- prezes Zenon Zaszczyński,
- naczelnik Stanisław Długaszek,
- sekretarz Florian Zaszczyński,
- skarbnik Aleksander Górski,
- gospodarz Piotr Skorupa.